# Tre dage ved Panne 2020
Tre dage ved Panne 2020 (officielt: Driedaagse Brugge-De Panne) var den 44. udgave af cykelløbet Tre dage ved Panne. Det belgiske løb var et 188,6 km langt linjeløb med 236 højdemeter med start i Brugge og mål i De Panne. Det var oprindeligt planlagt til at være afholdt 25. marts, men det blev udskudt grundet coronaviruspandemien til 21. oktober. Løbet var en del af og det sidste éndagsløb på UCI's World Tour-kalender i 2020. Driedaagse Brugge-De Panne blev kørt samtidig med 2. etape af Vuelta a España og 17. etape af Giro d'Italia.
Løbet blev en stor triumf for Deceuninck-Quick Step. Belgiske Yves Lampaert vandt med 21 sekunder foran holdkammerat og landsmand Tim Declercq. Derudover fik det belgiske hold yderlige to mand i top-10.

## Resultater
| \| Samlede stilling \| Samlede stilling \| Samlede stilling \| Samlede stilling \| Samlede stilling \| \| Rytter \| Rytter \| Hold \| Tid \| \| \| ---------------- \| ------------------ \| ---------------------- \| ---------------- \| ---------------- \| \| 1. \| Yves Lampaert \| Deceuninck-Quick Step \| 3t 57' 12" \| \| \| 2. \| Tim Declercq \| Deceuninck-Quick Step \| + 21" \| \| \| 3. \| Tim Merlier \| Alpecin-Fenix \| + 22" \| \| \| 4. \| John Degenkolb \| Lotto-Soudal \| + 22" \| \| \| 5. \| Jempy Drucker \| Bora-Hansgrohe \| + 22" \| \| \| 6. \| Matteo Trentin \| CCC Team \| + 22" \| \| \| 7. \| Bert Van Lerberghe \| Deceuninck-Quick Step \| + 22" \| \| \| 8. \| Stefan Küng \| Groupama-FDJ \| + 22" \| \| \| 9. \| Kasper Asgreen \| Deceuninck-Quick Step \| + 22" \| \| \| 10. \| Jonas Rickaert \| Alpecin-Fenix \| + 28" \| \| \| 11. \| Sven Erik Bystrøm \| UAE Team Emirates \| + 1' 31" \| \| \| 12. \| Christophe Laporte \| Cofidis \| + 1' 37" \| \| \| 13. \| Max Walscheid \| NTT Pro Cycling \| + 2' 41" \| \| \| 14. \| Hugo Hofstetter \| Israel Start-Up Nation \| + 2' 41" \| \| \| 15. \| Alexander Krieger \| Alpecin-Fenix \| + 2' 43" \| \| |                    |                        |            |
| |                    |                        |            |
| Kilde: ProCyclingStats |                    |                        |            |
| Samlede stilling |                    |                        |            |
| Rytter | Rytter             | Hold                   | Tid        |
| 1. | Yves Lampaert      | Deceuninck-Quick Step  | 3t 57' 12" |
| 2. | Tim Declercq       | Deceuninck-Quick Step  | + 21"      |
| 3. | Tim Merlier        | Alpecin-Fenix          | + 22"      |
| 4. | John Degenkolb     | Lotto-Soudal           | + 22"      |
| 5. | Jempy Drucker      | Bora-Hansgrohe         | + 22"      |
| 6. | Matteo Trentin     | CCC Team               | + 22"      |
| 7. | Bert Van Lerberghe | Deceuninck-Quick Step  | + 22"      |
| 8. | Stefan Küng        | Groupama-FDJ           | + 22"      |
| 9. | Kasper Asgreen     | Deceuninck-Quick Step  | + 22"      |
| 10. | Jonas Rickaert     | Alpecin-Fenix          | + 28"      |
| 11. | Sven Erik Bystrøm  | UAE Team Emirates      | + 1' 31"   |
| 12. | Christophe Laporte | Cofidis                | + 1' 37"   |
| 13. | Max Walscheid      | NTT Pro Cycling        | + 2' 41"   |
| 14. | Hugo Hofstetter    | Israel Start-Up Nation | + 2' 41"   |
| 15. | Alexander Krieger  | Alpecin-Fenix          | + 2' 43"   |

## Hold og ryttere
| UCI WorldTeams (17)- AG2R La Mondiale - Astana - Bahrain McLaren - Bora-Hansgrohe - CCC Team - Cofidis - Deceuninck-Quick Step - EF Pro Cycling - Groupama-FDJ - Israel Start-Up Nation - Lotto Soudal - Movistar Team - NTT Pro Cycling - Ineos Grenadiers - Jumbo-Visma - Trek-Segafredo - UAE Team Emirates UCI ProTeams (8)- Alpecin-Fenix - Arkéa-Samsic - B&B Hotels-Vital Concept p/b KTM - Total Direct Énergie - Sport Vlaanderen-Baloise - Riwal Securitas - Bingoal-Wallonie Bruxelles - Circus-Wanty Gobert |
| |

### Danske ryttere
| Danske ryttere på startlisten |                 |                              |           |
| Rygnummer                     | Rytter          | Hold                         | Placering |
| 11                            | Kasper Asgreen  | Deceuninck-Quick Step        | 9         |
| 246                           | Tobias Kongstad | Riwal Securitas Cycling Team | 45        |

* DNF = gennemførte ikke

### Startliste
| Jumbo-Visma TJV | Jumbo-Visma TJV             | Jumbo-Visma TJV |
| --------------- | --------------------------- | --------------- |
| Nr.             | Rytter                      | Placering       |
| 1               | Mike Teunissen (NED)        |                 |
| 2               | Amund Grøndahl Jansen (NOR) |                 |
| 3               | Pascal Eenkhoorn (NED)      |                 |
| 4               | Maarten Wynants (BEL)       |                 |
| 5               | Bert-Jan Lindeman (NED)     |                 |
| 6               | Timo Roosen (NED)           |                 |
| 7               | Taco van der Hoorn (NED)    |                 |

| Deceuninck-Quick Step DQT | Deceuninck-Quick Step DQT       | Deceuninck-Quick Step DQT |
| ------------------------- | ------------------------------- | ------------------------- |
| Nr.                       | Rytter                          | Placering                 |
| 11                        | Kasper Asgreen (DEN) (landevej) |                           |
| 12                        | Yves Lampaert (BEL)             |                           |
| 13                        | Florian Sénéchal (FRA)          |                           |
| 14                        | Tim Declercq (BEL)              |                           |
| 15                        | Mauri Vansevenant (BEL)         |                           |
| 16                        | Dries Devenyns (BEL)            |                           |
| 17                        | Bert Van Lerberghe (BEL)        |                           |

| Astana AST | Astana AST              | Astana AST |
| ---------- | ----------------------- | ---------- |
| Nr.        | Rytter                  | Placering  |
| 21         | Daniil Fominykh (KAZ)   |            |
| 22         | Laurens De Vreese (BEL) |            |
| 23         | Artjom Zakharov (KAZ)   |            |
| 24         | Jevgenij Giditj (KAZ)   |            |
| 25         | Hugo Houle (CAN)        |            |
| 26         | Davide Martinelli (ITA) |            |

| Bahrain McLaren TBM | Bahrain McLaren TBM   | Bahrain McLaren TBM |
| ------------------- | --------------------- | ------------------- |
| Nr.                 | Rytter                | Placering           |
| 31                  | Mark Cavendish (GBR)  |                     |
| 32                  | Sonny Colbrelli (ITA) |                     |
| 33                  | Marco Haller (AUT)    |                     |
| 34                  | Dylan Teuns (BEL)     |                     |
| 36                  | Luka Pibernik (SLO)   |                     |
| 37                  | Chun Kai Feng (TPE)   |                     |

| Bora-Hansgrohe BOH | Bora-Hansgrohe BOH           | Bora-Hansgrohe BOH |
| ------------------ | ---------------------------- | ------------------ |
| Nr.                | Rytter                       | Placering          |
| 41                 | Oscar Gatto (ITA)            |                    |
| 42                 | Marcus Burghardt (GER)       |                    |
| 43                 | Jempy Drucker (LUX)          |                    |
| 45                 | Lukas Pöstlberger (AUT)      |                    |
| 46                 | Daniel Oss (ITA)             |                    |
| 47                 | Juraj Sagan (SVK) (landevej) |                    |

| CCC Team CCC | CCC Team CCC                   | CCC Team CCC |
| ------------ | ------------------------------ | ------------ |
| Nr.          | Rytter                         | Placering    |
| 51           | Matteo Trentin (ITA)           |              |
| 52           | Michael Schär (SUI)            |              |
| 53           | Jonas Koch (GER)               |              |
| 54           | Gijs Van Hoecke (BEL)          |              |
| 55           | Nathan Van Hooydonck (BEL)     |              |
| 56           | Guillaume Van Keirsbulck (BEL) |              |

| EF Pro Cycling EF1 | EF Pro Cycling EF1        | EF Pro Cycling EF1 |
| ------------------ | ------------------------- | ------------------ |
| Nr.                | Rytter                    | Placering          |
| 61                 | Sep Vanmarcke (BEL)       |                    |
| 62                 | Jens Keukeleire (BEL)     |                    |
| 63                 | Stefan Bissegger (SUI)    |                    |
| 64                 | Moreno Hofland (NED)      |                    |
| 65                 | Thomas Scully (NZL)       |                    |
| 66                 | Jonas Rutsch (GER)        |                    |
| 67                 | Sebastian Langeveld (NED) |                    |

| Israel Start-Up Nation ISN | Israel Start-Up Nation ISN     | Israel Start-Up Nation ISN |
| -------------------------- | ------------------------------ | -------------------------- |
| Nr.                        | Rytter                         | Placering                  |
| 72                         | Norman Vahtra (EST) (landevej) |                            |
| 73                         | Guillaume Boivin (CAN)         |                            |
| 74                         | Hugo Hofstetter (FRA)          |                            |
| 75                         | Travis McCabe (USA)            |                            |
| 76                         | Nils Politt (GER)              |                            |
| 77                         | Tom Van Asbroeck (BEL)         |                            |

| Movistar Team MOV | Movistar Team MOV     | Movistar Team MOV |
| ----------------- | --------------------- | ----------------- |
| Nr.               | Rytter                | Placering         |
| 81                | Juan Diego Alba (COL) |                   |
| 82                | Iñigo Elosegui (ESP)  |                   |
| 84                | Johan Jacobs (SUI)    |                   |
| 85                | Lluís Mas (ESP)       |                   |
| 86                | Sebastián Mora (ESP)  |                   |
| 87                | Eduard Prades (ESP)   |                   |

| Lotto-Soudal LTS | Lotto-Soudal LTS        | Lotto-Soudal LTS |
| ---------------- | ----------------------- | ---------------- |
| Nr.              | Rytter                  | Placering        |
| 91               | Caleb Ewan (AUS)        |                  |
| 92               | John Degenkolb (GER)    |                  |
| 93               | Jasper De Buyst (BEL)   |                  |
| 94               | Frederik Frison (BEL)   |                  |
| 95               | Roger Kluge (GER)       |                  |
| 96               | Brian van Goethem (NED) |                  |
| 97               | Nikolas Maes (BEL)      |                  |

| NTT Pro Cycling NTT | NTT Pro Cycling NTT        | NTT Pro Cycling NTT |
| ------------------- | -------------------------- | ------------------- |
| Nr.                 | Rytter                     | Placering           |
| 101                 | Edvald Boasson Hagen (NOR) |                     |
| 102                 | Samuele Battistella (ITA)  |                     |
| 104                 | Michael Gogl (AUT)         |                     |
| 105                 | Max Walscheid (GER)        |                     |
| 106                 | Jay Robert Thomson (RSA)   |                     |
| 107                 | Rasmus Tiller (NOR)        |                     |

| Trek-Segafredo TFS | Trek-Segafredo TFS      | Trek-Segafredo TFS |
| ------------------ | ----------------------- | ------------------ |
| Nr.                | Rytter                  | Placering          |
| 112                | Jasper Stuyven (BEL)    |                    |
| 113                | Edward Theuns (BEL)     |                    |
| 114                | Kiel Reijnen (USA)      |                    |
| 115                | Toms Skujiņš (LAT)      |                    |
| 116                | Charlie Quaterman (GBR) |                    |
| 117                | Ryan Mullen (IRL)       |                    |

| UAE Team Emirates UAD | UAE Team Emirates UAD              | UAE Team Emirates UAD |
| --------------------- | ---------------------------------- | --------------------- |
| Nr.                   | Rytter                             | Placering             |
| 121                   | Alexander Kristoff (NOR)           |                       |
| 122                   | Sven Erik Bystrøm (NOR) (landevej) |                       |
| 123                   | Marco Marcato (ITA)                |                       |
| 124                   | Vegard Stake Laengen (NOR)         |                       |
| 125                   | Tom Bohli (SUI)                    |                       |

| Groupama-FDJ GFC | Groupama-FDJ GFC               | Groupama-FDJ GFC |
| ---------------- | ------------------------------ | ---------------- |
| Nr.              | Rytter                         | Placering        |
| 131              | Stefan Küng (SUI)              |                  |
| 133              | Kevin Geniets (LUX) (landevej) |                  |
| 134              | Fabian Lienhard (SUI)          |                  |
| 136              | Valentin Madouas (FRA)         |                  |
| 137              | Jake Stewart (GBR)             |                  |

| Ineos Grenadiers IGD | Ineos Grenadiers IGD      | Ineos Grenadiers IGD |
| -------------------- | ------------------------- | -------------------- |
| Nr.                  | Rytter                    | Placering            |
| 141                  | Michał Kwiatkowski (POL)  |                      |
| 142                  | Carlos Rodríguez (ESP)    |                      |
| 143                  | Owain Doull (GBR)         |                      |
| 144                  | Luke Rowe (GBR)           |                      |
| 145                  | Christian Knees (GER)     |                      |
| 146                  | Christopher Lawless (GBR) |                      |
| 147                  | Leonardo Basso (ITA)      |                      |

| AG2R La Mondiale ALM | AG2R La Mondiale ALM    | AG2R La Mondiale ALM |
| -------------------- | ----------------------- | -------------------- |
| Nr.                  | Rytter                  | Placering            |
| 151                  | Oliver Naesen (BEL)     |                      |
| 153                  | Stijn Vandenbergh (BEL) |                      |
| 154                  | Lawrence Naesen (BEL)   |                      |
| 155                  | Julien Duval (FRA)      |                      |
| 156                  | Silvan Dillier (SUI)    |                      |
| 157                  | Alexis Gougeard (FRA)   |                      |

| Cofidis COF | Cofidis COF              | Cofidis COF |
| ----------- | ------------------------ | ----------- |
| Nr.         | Rytter                   | Placering   |
| 161         | Cyril Lemoine (FRA)      |             |
| 162         | Christophe Laporte (FRA) |             |
| 163         | Dimitri Claeys (BEL)     |             |
| 164         | Julien Vermote (BEL)     |             |
| 165         | Damien Touzé (FRA)       |             |
| 166         | Piet Allegaert (BEL)     |             |
| 167         | Attilio Viviani (ITA)    |             |

| Circus-Wanty Gobert CWG | Circus-Wanty Gobert CWG | Circus-Wanty Gobert CWG |
| ----------------------- | ----------------------- | ----------------------- |
| Nr.                     | Rytter                  | Placering               |
| 172                     | Xandro Meurisse (BEL)   |                         |
| 173                     | Alfdan De Decker (BEL)  |                         |
| 175                     | Andrea Pasqualon (ITA)  |                         |
| 176                     | Boy van Poppel (NED)    |                         |
| 177                     | Danny van Poppel (NED)  |                         |

| Sport Vlaanderen-Baloise SVB | Sport Vlaanderen-Baloise SVB | Sport Vlaanderen-Baloise SVB |
| ---------------------------- | ---------------------------- | ---------------------------- |
| Nr.                          | Rytter                       | Placering                    |
| 181                          | Kenny De Ketele (BEL)        |                              |
| 182                          | Robbe Ghys (BEL)             |                              |
| 183                          | Lindsay De Vylder (BEL)      |                              |
| 184                          | Fabio Van den Bossche (BEL)  |                              |
| 185                          | Amaury Capiot (BEL)          |                              |
| 186                          | Sasha Weemaes (BEL)          |                              |
| 187                          | Cedric Beullens (BEL)        |                              |

| Alpecin-Fenix AFC | Alpecin-Fenix AFC                     | Alpecin-Fenix AFC |
| ----------------- | ------------------------------------- | ----------------- |
| Nr.               | Rytter                                | Placering         |
| 191               | Mathieu van der Poel (NED) (landevej) |                   |
| 192               | Tim Merlier (BEL)                     |                   |
| 193               | Alexander Krieger (GER)               |                   |
| 194               | Jonas Rickaert (BEL)                  |                   |
| 195               | Oscar Riesebeek (NED)                 |                   |
| 196               | Gianni Vermeersch (BEL)               |                   |
| 197               | Senne Leysen (BEL)                    |                   |

| B&B Hotels-Vital Concept p/b KTM BVC | B&B Hotels-Vital Concept p/b KTM BVC | B&B Hotels-Vital Concept p/b KTM BVC |
| ------------------------------------ | ------------------------------------ | ------------------------------------ |
| Nr.                                  | Rytter                               | Placering                            |
| 201                                  | Bryan Coquard (FRA)                  |                                      |
| 202                                  | Jens Debusschere (BEL)               |                                      |
| 203                                  | Kris Boeckmans (BEL)                 |                                      |
| 204                                  | Bert De Backer (BEL)                 |                                      |
| 205                                  | Jérémy Lecroq (FRA)                  |                                      |
| 206                                  | Luca Mozzato (ITA)                   |                                      |
| 207                                  | Jonas Vangenechten (BEL)             |                                      |

| Total Direct Énergie TDE | Total Direct Énergie TDE | Total Direct Énergie TDE |
| ------------------------ | ------------------------ | ------------------------ |
| Nr.                      | Rytter                   | Placering                |
| 211                      | Niccolò Bonifazio (ITA)  |                          |
| 212                      | Romain Cardis (FRA)      |                          |
| 213                      | Florian Maitre (FRA)     |                          |
| 214                      | Adrien Petit (FRA)       |                          |
| 215                      | Geoffrey Soupe (FRA)     |                          |
| 216                      | Anthony Turgis (FRA)     |                          |
| 217                      | Dries Van Gestel (BEL)   |                          |

| Arkéa-Samsic ARK | Arkéa-Samsic ARK        | Arkéa-Samsic ARK |
| ---------------- | ----------------------- | ---------------- |
| Nr.              | Rytter                  | Placering        |
| 221              | Matis Louvel (FRA)      |                  |
| 222              | Donavan Grondin (FRA)   |                  |
| 223              | Benjamin Declercq (BEL) |                  |
| 224              | Christophe Noppe (BEL)  |                  |
| 226              | Connor Swift (GBR)      |                  |
| 227              | Bram Welten (NED)       |                  |

| Bingoal-Wallonie Bruxelles WVA | Bingoal-Wallonie Bruxelles WVA | Bingoal-Wallonie Bruxelles WVA |
| ------------------------------ | ------------------------------ | ------------------------------ |
| Nr.                            | Rytter                         | Placering                      |
| 231                            | Jonas Castrique (BEL)          |                                |
| 232                            | Arjen Livyns (BEL)             |                                |
| 233                            | Aksel Nõmmela (EST)            |                                |
| 234                            | Joel Suter (SUI)               |                                |
| 235                            | Lionel Taminiaux (BEL)         |                                |
| 236                            | Luc Wirtgen (LUX)              |                                |
| 237                            | Ludovic Robeet (BEL)           |                                |

| Riwal Securitas RIW | Riwal Securitas RIW      | Riwal Securitas RIW |
| ------------------- | ------------------------ | ------------------- |
| Nr.                 | Rytter                   | Placering           |
| 241                 | Piotr Havik (NED)        |                     |
| 242                 | Lucas Eriksson (SWE)     |                     |
| 243                 | Sondre Holst Enger (NOR) |                     |
| 244                 | Arvid de Kleijn (NED)    |                     |
| 245                 | August Jensen (NOR)      |                     |
| 246                 | Tobias Kongstad (DEN)    |                     |
| 247                 | Elmar Reinders (NED)     |                     |

| Jumbo-Visma TJV | Jumbo-Visma TJV             | Jumbo-Visma TJV |
| --------------- | --------------------------- | --------------- |
| Nr.             | Rytter                      | Placering       |
| 1               | Mike Teunissen (NED)        |                 |
| 2               | Amund Grøndahl Jansen (NOR) |                 |
| 3               | Pascal Eenkhoorn (NED)      |                 |
| 4               | Maarten Wynants (BEL)       |                 |
| 5               | Bert-Jan Lindeman (NED)     |                 |
| 6               | Timo Roosen (NED)           |                 |
| 7               | Taco van der Hoorn (NED)    |                 |

| Deceuninck-Quick Step DQT | Deceuninck-Quick Step DQT       | Deceuninck-Quick Step DQT |
| ------------------------- | ------------------------------- | ------------------------- |
| Nr.                       | Rytter                          | Placering                 |
| 11                        | Kasper Asgreen (DEN) (landevej) |                           |
| 12                        | Yves Lampaert (BEL)             |                           |
| 13                        | Florian Sénéchal (FRA)          |                           |
| 14                        | Tim Declercq (BEL)              |                           |
| 15                        | Mauri Vansevenant (BEL)         |                           |
| 16                        | Dries Devenyns (BEL)            |                           |
| 17                        | Bert Van Lerberghe (BEL)        |                           |

| Astana AST | Astana AST              | Astana AST |
| ---------- | ----------------------- | ---------- |
| Nr.        | Rytter                  | Placering  |
| 21         | Daniil Fominykh (KAZ)   |            |
| 22         | Laurens De Vreese (BEL) |            |
| 23         | Artjom Zakharov (KAZ)   |            |
| 24         | Jevgenij Giditj (KAZ)   |            |
| 25         | Hugo Houle (CAN)        |            |
| 26         | Davide Martinelli (ITA) |            |

| Bahrain McLaren TBM | Bahrain McLaren TBM   | Bahrain McLaren TBM |
| ------------------- | --------------------- | ------------------- |
| Nr.                 | Rytter                | Placering           |
| 31                  | Mark Cavendish (GBR)  |                     |
| 32                  | Sonny Colbrelli (ITA) |                     |
| 33                  | Marco Haller (AUT)    |                     |
| 34                  | Dylan Teuns (BEL)     |                     |
| 36                  | Luka Pibernik (SLO)   |                     |
| 37                  | Chun Kai Feng (TPE)   |                     |

| Bora-Hansgrohe BOH | Bora-Hansgrohe BOH           | Bora-Hansgrohe BOH |
| ------------------ | ---------------------------- | ------------------ |
| Nr.                | Rytter                       | Placering          |
| 41                 | Oscar Gatto (ITA)            |                    |
| 42                 | Marcus Burghardt (GER)       |                    |
| 43                 | Jempy Drucker (LUX)          |                    |
| 45                 | Lukas Pöstlberger (AUT)      |                    |
| 46                 | Daniel Oss (ITA)             |                    |
| 47                 | Juraj Sagan (SVK) (landevej) |                    |

| CCC Team CCC | CCC Team CCC                   | CCC Team CCC |
| ------------ | ------------------------------ | ------------ |
| Nr.          | Rytter                         | Placering    |
| 51           | Matteo Trentin (ITA)           |              |
| 52           | Michael Schär (SUI)            |              |
| 53           | Jonas Koch (GER)               |              |
| 54           | Gijs Van Hoecke (BEL)          |              |
| 55           | Nathan Van Hooydonck (BEL)     |              |
| 56           | Guillaume Van Keirsbulck (BEL) |              |

| EF Pro Cycling EF1 | EF Pro Cycling EF1        | EF Pro Cycling EF1 |
| ------------------ | ------------------------- | ------------------ |
| Nr.                | Rytter                    | Placering          |
| 61                 | Sep Vanmarcke (BEL)       |                    |
| 62                 | Jens Keukeleire (BEL)     |                    |
| 63                 | Stefan Bissegger (SUI)    |                    |
| 64                 | Moreno Hofland (NED)      |                    |
| 65                 | Thomas Scully (NZL)       |                    |
| 66                 | Jonas Rutsch (GER)        |                    |
| 67                 | Sebastian Langeveld (NED) |                    |

| Israel Start-Up Nation ISN | Israel Start-Up Nation ISN     | Israel Start-Up Nation ISN |
| -------------------------- | ------------------------------ | -------------------------- |
| Nr.                        | Rytter                         | Placering                  |
| 72                         | Norman Vahtra (EST) (landevej) |                            |
| 73                         | Guillaume Boivin (CAN)         |                            |
| 74                         | Hugo Hofstetter (FRA)          |                            |
| 75                         | Travis McCabe (USA)            |                            |
| 76                         | Nils Politt (GER)              |                            |
| 77                         | Tom Van Asbroeck (BEL)         |                            |

| Movistar Team MOV | Movistar Team MOV     | Movistar Team MOV |
| ----------------- | --------------------- | ----------------- |
| Nr.               | Rytter                | Placering         |
| 81                | Juan Diego Alba (COL) |                   |
| 82                | Iñigo Elosegui (ESP)  |                   |
| 84                | Johan Jacobs (SUI)    |                   |
| 85                | Lluís Mas (ESP)       |                   |
| 86                | Sebastián Mora (ESP)  |                   |
| 87                | Eduard Prades (ESP)   |                   |

| Lotto-Soudal LTS | Lotto-Soudal LTS        | Lotto-Soudal LTS |
| ---------------- | ----------------------- | ---------------- |
| Nr.              | Rytter                  | Placering        |
| 91               | Caleb Ewan (AUS)        |                  |
| 92               | John Degenkolb (GER)    |                  |
| 93               | Jasper De Buyst (BEL)   |                  |
| 94               | Frederik Frison (BEL)   |                  |
| 95               | Roger Kluge (GER)       |                  |
| 96               | Brian van Goethem (NED) |                  |
| 97               | Nikolas Maes (BEL)      |                  |

| NTT Pro Cycling NTT | NTT Pro Cycling NTT        | NTT Pro Cycling NTT |
| ------------------- | -------------------------- | ------------------- |
| Nr.                 | Rytter                     | Placering           |
| 101                 | Edvald Boasson Hagen (NOR) |                     |
| 102                 | Samuele Battistella (ITA)  |                     |
| 104                 | Michael Gogl (AUT)         |                     |
| 105                 | Max Walscheid (GER)        |                     |
| 106                 | Jay Robert Thomson (RSA)   |                     |
| 107                 | Rasmus Tiller (NOR)        |                     |

| Trek-Segafredo TFS | Trek-Segafredo TFS      | Trek-Segafredo TFS |
| ------------------ | ----------------------- | ------------------ |
| Nr.                | Rytter                  | Placering          |
| 112                | Jasper Stuyven (BEL)    |                    |
| 113                | Edward Theuns (BEL)     |                    |
| 114                | Kiel Reijnen (USA)      |                    |
| 115                | Toms Skujiņš (LAT)      |                    |
| 116                | Charlie Quaterman (GBR) |                    |
| 117                | Ryan Mullen (IRL)       |                    |

| UAE Team Emirates UAD | UAE Team Emirates UAD              | UAE Team Emirates UAD |
| --------------------- | ---------------------------------- | --------------------- |
| Nr.                   | Rytter                             | Placering             |
| 121                   | Alexander Kristoff (NOR)           |                       |
| 122                   | Sven Erik Bystrøm (NOR) (landevej) |                       |
| 123                   | Marco Marcato (ITA)                |                       |
| 124                   | Vegard Stake Laengen (NOR)         |                       |
| 125                   | Tom Bohli (SUI)                    |                       |

| Groupama-FDJ GFC | Groupama-FDJ GFC               | Groupama-FDJ GFC |
| ---------------- | ------------------------------ | ---------------- |
| Nr.              | Rytter                         | Placering        |
| 131              | Stefan Küng (SUI)              |                  |
| 133              | Kevin Geniets (LUX) (landevej) |                  |
| 134              | Fabian Lienhard (SUI)          |                  |
| 136              | Valentin Madouas (FRA)         |                  |
| 137              | Jake Stewart (GBR)             |                  |

| Ineos Grenadiers IGD | Ineos Grenadiers IGD      | Ineos Grenadiers IGD |
| -------------------- | ------------------------- | -------------------- |
| Nr.                  | Rytter                    | Placering            |
| 141                  | Michał Kwiatkowski (POL)  |                      |
| 142                  | Carlos Rodríguez (ESP)    |                      |
| 143                  | Owain Doull (GBR)         |                      |
| 144                  | Luke Rowe (GBR)           |                      |
| 145                  | Christian Knees (GER)     |                      |
| 146                  | Christopher Lawless (GBR) |                      |
| 147                  | Leonardo Basso (ITA)      |                      |

| AG2R La Mondiale ALM | AG2R La Mondiale ALM    | AG2R La Mondiale ALM |
| -------------------- | ----------------------- | -------------------- |
| Nr.                  | Rytter                  | Placering            |
| 151                  | Oliver Naesen (BEL)     |                      |
| 153                  | Stijn Vandenbergh (BEL) |                      |
| 154                  | Lawrence Naesen (BEL)   |                      |
| 155                  | Julien Duval (FRA)      |                      |
| 156                  | Silvan Dillier (SUI)    |                      |
| 157                  | Alexis Gougeard (FRA)   |                      |

| Cofidis COF | Cofidis COF              | Cofidis COF |
| ----------- | ------------------------ | ----------- |
| Nr.         | Rytter                   | Placering   |
| 161         | Cyril Lemoine (FRA)      |             |
| 162         | Christophe Laporte (FRA) |             |
| 163         | Dimitri Claeys (BEL)     |             |
| 164         | Julien Vermote (BEL)     |             |
| 165         | Damien Touzé (FRA)       |             |
| 166         | Piet Allegaert (BEL)     |             |
| 167         | Attilio Viviani (ITA)    |             |

| Circus-Wanty Gobert CWG | Circus-Wanty Gobert CWG | Circus-Wanty Gobert CWG |
| ----------------------- | ----------------------- | ----------------------- |
| Nr.                     | Rytter                  | Placering               |
| 172                     | Xandro Meurisse (BEL)   |                         |
| 173                     | Alfdan De Decker (BEL)  |                         |
| 175                     | Andrea Pasqualon (ITA)  |                         |
| 176                     | Boy van Poppel (NED)    |                         |
| 177                     | Danny van Poppel (NED)  |                         |

| Sport Vlaanderen-Baloise SVB | Sport Vlaanderen-Baloise SVB | Sport Vlaanderen-Baloise SVB |
| ---------------------------- | ---------------------------- | ---------------------------- |
| Nr.                          | Rytter                       | Placering                    |
| 181                          | Kenny De Ketele (BEL)        |                              |
| 182                          | Robbe Ghys (BEL)             |                              |
| 183                          | Lindsay De Vylder (BEL)      |                              |
| 184                          | Fabio Van den Bossche (BEL)  |                              |
| 185                          | Amaury Capiot (BEL)          |                              |
| 186                          | Sasha Weemaes (BEL)          |                              |
| 187                          | Cedric Beullens (BEL)        |                              |

| Alpecin-Fenix AFC | Alpecin-Fenix AFC                     | Alpecin-Fenix AFC |
| ----------------- | ------------------------------------- | ----------------- |
| Nr.               | Rytter                                | Placering         |
| 191               | Mathieu van der Poel (NED) (landevej) |                   |
| 192               | Tim Merlier (BEL)                     |                   |
| 193               | Alexander Krieger (GER)               |                   |
| 194               | Jonas Rickaert (BEL)                  |                   |
| 195               | Oscar Riesebeek (NED)                 |                   |
| 196               | Gianni Vermeersch (BEL)               |                   |
| 197               | Senne Leysen (BEL)                    |                   |

| B&B Hotels-Vital Concept p/b KTM BVC | B&B Hotels-Vital Concept p/b KTM BVC | B&B Hotels-Vital Concept p/b KTM BVC |
| ------------------------------------ | ------------------------------------ | ------------------------------------ |
| Nr.                                  | Rytter                               | Placering                            |
| 201                                  | Bryan Coquard (FRA)                  |                                      |
| 202                                  | Jens Debusschere (BEL)               |                                      |
| 203                                  | Kris Boeckmans (BEL)                 |                                      |
| 204                                  | Bert De Backer (BEL)                 |                                      |
| 205                                  | Jérémy Lecroq (FRA)                  |                                      |
| 206                                  | Luca Mozzato (ITA)                   |                                      |
| 207                                  | Jonas Vangenechten (BEL)             |                                      |

| Total Direct Énergie TDE | Total Direct Énergie TDE | Total Direct Énergie TDE |
| ------------------------ | ------------------------ | ------------------------ |
| Nr.                      | Rytter                   | Placering                |
| 211                      | Niccolò Bonifazio (ITA)  |                          |
| 212                      | Romain Cardis (FRA)      |                          |
| 213                      | Florian Maitre (FRA)     |                          |
| 214                      | Adrien Petit (FRA)       |                          |
| 215                      | Geoffrey Soupe (FRA)     |                          |
| 216                      | Anthony Turgis (FRA)     |                          |
| 217                      | Dries Van Gestel (BEL)   |                          |

| Arkéa-Samsic ARK | Arkéa-Samsic ARK        | Arkéa-Samsic ARK |
| ---------------- | ----------------------- | ---------------- |
| Nr.              | Rytter                  | Placering        |
| 221              | Matis Louvel (FRA)      |                  |
| 222              | Donavan Grondin (FRA)   |                  |
| 223              | Benjamin Declercq (BEL) |                  |
| 224              | Christophe Noppe (BEL)  |                  |
| 226              | Connor Swift (GBR)      |                  |
| 227              | Bram Welten (NED)       |                  |

| Bingoal-Wallonie Bruxelles WVA | Bingoal-Wallonie Bruxelles WVA | Bingoal-Wallonie Bruxelles WVA |
| ------------------------------ | ------------------------------ | ------------------------------ |
| Nr.                            | Rytter                         | Placering                      |
| 231                            | Jonas Castrique (BEL)          |                                |
| 232                            | Arjen Livyns (BEL)             |                                |
| 233                            | Aksel Nõmmela (EST)            |                                |
| 234                            | Joel Suter (SUI)               |                                |
| 235                            | Lionel Taminiaux (BEL)         |                                |
| 236                            | Luc Wirtgen (LUX)              |                                |
| 237                            | Ludovic Robeet (BEL)           |                                |

| Riwal Securitas RIW | Riwal Securitas RIW      | Riwal Securitas RIW |
| ------------------- | ------------------------ | ------------------- |
| Nr.                 | Rytter                   | Placering           |
| 241                 | Piotr Havik (NED)        |                     |
| 242                 | Lucas Eriksson (SWE)     |                     |
| 243                 | Sondre Holst Enger (NOR) |                     |
| 244                 | Arvid de Kleijn (NED)    |                     |
| 245                 | August Jensen (NOR)      |                     |
| 246                 | Tobias Kongstad (DEN)    |                     |
| 247                 | Elmar Reinders (NED)     |                     |